# Mohamed Armoumen
Mohamed Armoumen (Casablanca, 19 settembre 1979) è un ex calciatore marocchino, di ruolo attaccante.

## Carriera

### Club
Ha giocato nel campionato marocchino, qatariota, kuwaitiano e belga.

### Nazionale
Tra il 2002 e il 2006 è sceso in campo 6 volte con la maglia della nazionale.